# Nefoscópio

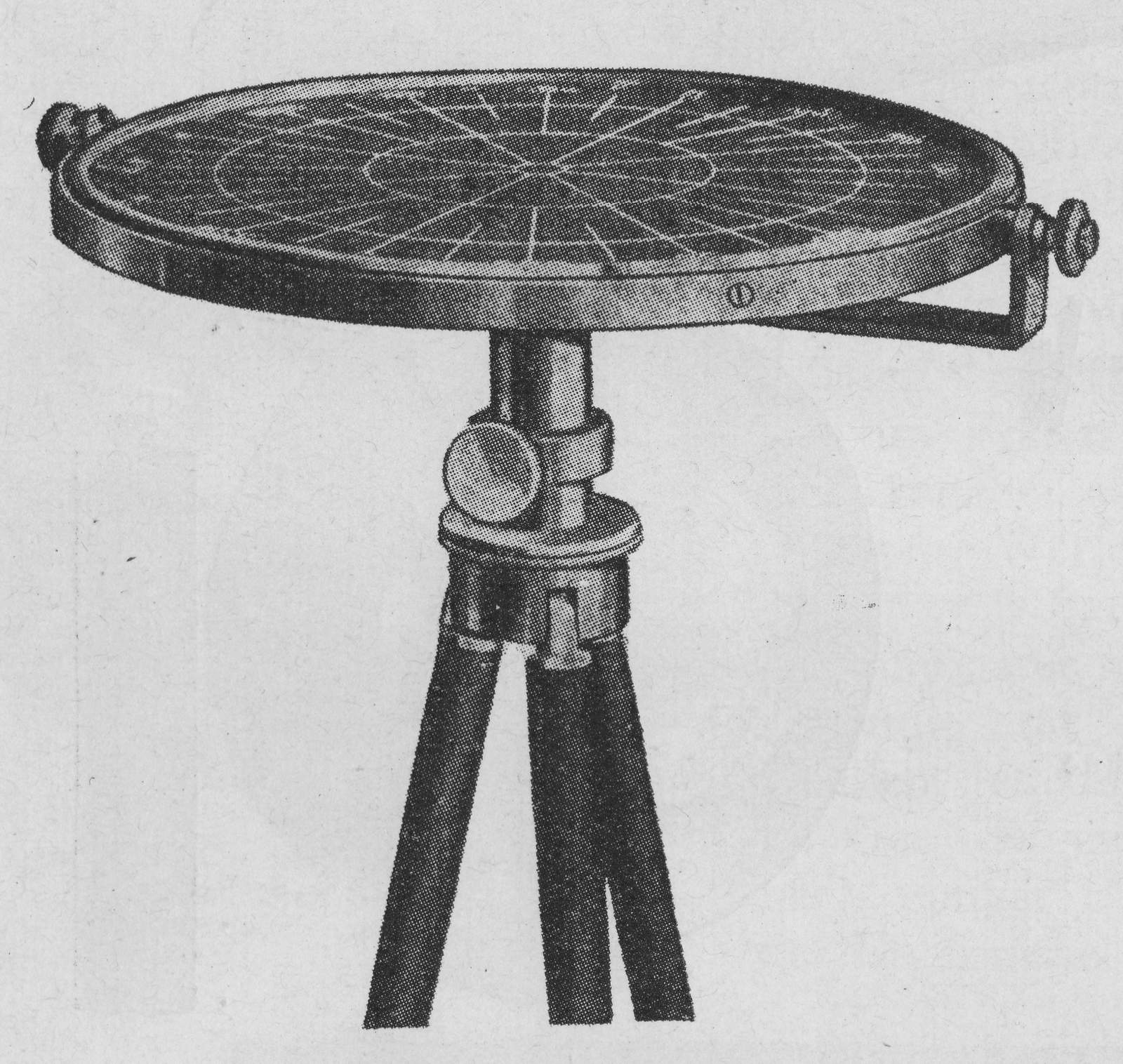
Nefoscópio de espelho

Nefoscópio (do grego néphos, nuvem, e skopein, observar) é um instrumento utilizado em nefologia. É capaz de medir a altitude, a direção e a velocidade das nuvens.